# Hamataliwa rufocaligata
Hamataliwa rufocaligata är en spindelart som beskrevs av Simon 1898. Hamataliwa rufocaligata ingår i släktet Hamataliwa och familjen lospindlar. Inga underarter finns listade i Catalogue of Life.